# Ridens
Les ridens sont des haut-fonds marins isolés situés dans le pas de Calais. Ils forment le seul massif sous-marin dans la partie Est de la Manche, et leur relief crée des écosystèmes particuliers en modifiant localement les courants marins. Ils sont formés de roches, graviers ou sable. Plus stables que les dunes hydrauliques (mobiles), ils abritent souvent une flore et une faune particulière et promeuvent la création de maerl.

## Localisation
Les ridens sont situés presque au milieu de la partie sud-ouest du détroit, entre les deux « rails de navigation » (zones très circulantes et pour cette raison dangereuses) entre la France et le Royaume-Uni, à environ 11 milles en face de Boulogne-sur-Mer, et au nord de Dieppe et du Tréport.

On peut citer :
- la Bassure de Baas,
- le Vergoyer,
- la Bassurelle
- les ridens de Boulogne

## Description
Les ridens se présentent comme une succession de zones rocheuses évitées par les chaluts et autres navires pour ne pas endommager les filets, et de zones sableuses. Le relief est marqué, avec une dénivellation de quelque 30 m pour les hauts-fonds dans le Pas-de-Calais.
Autour des structures que forment les ridens, le courant est ralenti et des contre-courants et zones calmes permettent à de nombreuses espèces de se protéger. 
L'eau y est moins turbide que sur les franges littorales, dans les zones plus vaseuses ou dans le panache des estuaires. 

### Ridens de Boulogne
Situés à 15 milles marins à l'ouest de Boulogne-sur-Mer, les ridens de Boulogne ont été mis en évidence par hasard, à l'occasion de sondages exploratoires à la fin des années 1800 pour un des projets de tunnel sous la Manche. Couvrant environ 8 km2, ce sont les seuls ridens entièrement rocheux dans toute la Manche. ils forment des haut-fonds de 15 à 20 m de profondeur, localement ensablés. 
Ils bordent le creux de Lobourg, une fosse marine profonde de 30 à 50 mètres. L'eau, calmée par le relief et épurée par des milliards d'organismes filtreurs, y est moins turbide, ce qui permet à une flore et faune plus dépendante de la lumière et d'eaux calmes de s'y épanouir. Certaines de ces espèces atlantiques trouvent là leur domaine le plus septentrional (limite de d'aire de répartition). Ils abritent la seule zone de maërl importante du détroit côté français et sont considérés comme un îlot de diversité dans le contexte de la Manche. C'est une des rares zones de ce secteur où les algues (dont macroalgues) peuvent s'accrocher et pousser. Les épaves qui gisent sur les ridens de Boulogne ou à proximité comptent parmi les plus riches en espèces de la Manche-Est.

### Ridens de Calais
Situés devant Calais, les ridens de Calais ou ridens de la Rade ont commencé à se former au XVIIIe siècle et se sont accrus de 30 millions de mètres cubes depuis 1911 (environ 400 000 m3 par an). Dans le même temps, ce ridens s'est déplacé vers la côte et vers l'est. Ils peuvent atteindre « plusieurs dizaines de kilomètres de long, plusieurs kilomètres de large et quelques dizaines de mètres de hauteur ». 
Aux marées d'équinoxe le sommet des ridens peut n'être qu'à moins de 10 m de tirant d'eau, ce qui force les grands navires à les éviter et contourner, par le dispositif de séparation du trafic, dit « rail ». Au delà d'une certaine taille, les navires marchands se font guider par des pilotes pour entrer dans les ports de cette zone,,.

## Écologie
Le complexe ridents-dunes hydrauliques constitue une mosaïque de milieux à faible biomasse d'organismes fixés (jusqu’à 6 g par m²). Bien qu'exposé à des courants parfois violents (1,7 à 2,3 nœuds en vive-eau moyenne). L'eau y est plus claire que dans le reste du détroit, permettant aux algues de pousser malgré la profondeur (30 m environ). 
Les ridens constituent une structure rocheuses isolée, et unique en Manche orientale, de par sa nature et de par ses dimensions (les autres zones rocheuses sont modestes, ou littorales et ne modifient que peu la  topographie sous-marine) ; Ils sont situés dans une zone de transition où l'on trouve des espèces de l'atlantique-Est, ici en limite nord de répartition et des espèces du sud de la Mer du Nord. Les ridens abritent notamment des espèces inféodées (pour le détroit) à cet habitat particulier, dont certaines sont rares et considérées comme de grande valeur patrimoniale et écologique. L'originalité de ce milieu a progressivement été mis en évidence à partir de la fin du siècle dernier, d'abord à la suite de la découverte d'espèces encore inconnues ou rares dans la drague  à coquille ou à  a drague Rallier du Baty. À partir de 1982  des  observations faites in situ par des plongeurs, et des  prélèvements  et  de  photographies subaquatiques ont  permis  de  définir  les  peuplements qui ont colonisé ce milieu, variant selon la morphologie  du   massif. 
Le milieu s'est avéré d'une grande richesse en biodiversité. Des espèces nouvelles pour la région y ont encore été découvertes depuis les années 1980. Dans les seuls ridens de Boulogne, la richesse spécifique est de 10 à 48 espèces et la densité en espèces va jusqu’à 1 800 organismes par mètre carré.
Plus de 250 espèces y ont été dénombrées, dont certaines (coraux mous, algues rouges) présentent une grande valeur patrimoniale (espèces d'intérêt communautaire, espèces rares ou menacées) ou un incontestable intérêt économique et halieutique (crabes, crevettes, homards, bars, cabillauds…). Ceci a amené la création d'une aire marine protégée de 682 km2 dans le réseau Natura 2000.
Le peuplement typique des ridens est dominé par les espèces suivantes :
- Pachymatisma johnstonia
- Polymastia robusta
- Nemertesia ramosa
- Nemertesia antennina
- Pantapora foliacea
- Botryllus schlosseri
- Tathya aurantium
- Ciocalypta penicillus
- Alcyonium digitatum
- Bispira volutacornis
- Flustra foliacea

## Protection
Le site classé Natura 2000 des « Ridens et dunes hydrauliques du Pas de Calais » totalise 680 km2. Il inclut les bancs du Vergoyer et du Colbart (nom angl. the Ridge bank), les ridens de Boulogne et le segment français du banc de Bassurelle. Outre les spécificités citées plus haut, son trait caractéristique est la fosse de Lobourg ou « creux de Lobourg », dont la profondeur atteignant 68 m en fait l'un de ces endroits plus calmes, à l'eau plus claire et riche en espèces inféodées, rares ou socialement significatives.
Les projets soumis à autorisation administrative (ferme éolienne, passage de câbles sous-marins...) dans ces zones doivent évaluer leurs incidences sur les habitats et espèces ayant justifié la désignation au titre de Natura 2000.

### Vidéographie
Vidéo sous-marine des ridens